# Hans Matthee
Hans Matthee (* 17. Oktober 1899 in Königsberg (Preußen); † 13. September 1969 in Berlin) war ein deutscher Politiker (DDP, CDU).
Hans Matthee war ein Sohn eines Postinspektors und besuchte ein Gymnasium. Nach dem Abitur wurde er im Ersten Weltkrieg 1917 eingezogen und geriet in französische Kriegsgefangenschaft. Er studierte ab 1920 an der Universität Königsberg Rechtswissenschaft und legte 1924 das Referendarexamen ab. 1925 promovierte er an der Universität Breslau zum Dr. jur. Matthee erhielt 1928 die Zulassung als Rechtsanwalt beim Oberlandesgericht Königsberg und wurde 1937 Notar in Königsberg. Zunächst wurde er 1939 von der Wehrmacht eingezogen, doch im folgenden Jahr bemühte er sich um den Justizdienst. Der Präsident des Oberlandesgerichts Königsberg Max Draeger lehnt diesen Wunsch ab, da Matthee nicht Mitglied der Nationalsozialistischen Deutschen Arbeiterpartei (NSDAP) wurde. 1942 wurde er zur Provinzialverwaltung Ostpreußen in Königsberg dienstverpflichtet und anschließend zum Generalinspekteur für das deutsche Straßenwesen in Berlin versetzt.
Nach dem Zweiten Weltkrieg arbeitet Matthee ab 1945 im Rechtsamt des Bezirksamts Weißensee. Er wurde 1947 Rechtsanwalt und Notar im Kammergerichtsbezirk Berlin. 1948 wurde seine Tätigkeit durch eine Anordnung der sowjetischen Kommandantur beendet. Er wechselte daraufhin in das Rechtsamt des (West-Berliner) Bezirksamts Tiergarten und trat der CDU bei. Bereits ein Jahr später wurde er der Vorsitzende der CDU Tiergarten. Bei der Berliner Wahl 1950 wurde Matthee in das Abgeordnetenhaus von Berlin gewählt. Auch bei der folgenden Wahl 1954 wurde er wiedergewählt, schied aber im April 1957 aus, da er der Direktor des Entschädigungsamts Berlin wurde. Sein Nachrücker im Parlament wurde daraufhin Siegmund Weltlinger. Matthee wurde 1964 pensioniert und wurde wieder Rechtsanwalt in Berlin.
Er war Mitglied der katholischen Studentenverbindung KStV Borussia-Königsberg Köln, KStV Tannenberg-Königsberg Berlin und KStV Askania-Burgundia Berlin.